# Гуарчино
Гуарчино (итал. Guarcino) — коммуна в Италии, располагается в регионе Лацио, подчиняется административному центру Фрозиноне.
Население составляет 1662 человека, плотность населения составляет 40 чел./км². Занимает площадь 42 км². Почтовый индекс — 03016. Телефонный код — 0775.
Покровителем коммуны почитается святой Аньелло из Неаполя. Праздник ежегодно празднуется 14 декабря.